# Virgilio Riento
Virgilio Riento (29 de novembro de 1889 — 7 de setembro de 1959) foi um ator de cinema italiano. Natural de Roma, apareceu em 108 filmes entre 1936 e 1959.